# Enrico Bayon
Pietro Giorgio Enrico Bayon (Genova, 29 febbraio 1876 – Little Shelford, 20 ottobre 1952) è stato un medico ed entomologo italiano naturalizzato britannico.

## Biografia
Enrico Bayon nacque a Genova da Eugenio, negoziante ed addetto dell'ufficio consolare svizzero del capoluogo ligure, e Florence Farrington, una quacchera inglese; suo fratello fu Hector, pioniere del calcio, della pallanuoto e dello scautismo a Napoli.
Dopo aver iniziato a studiare ingegneria all'università di Genova si laureò presso l'università di Würzburg nel 1902 in medicina e chirurgia. Divenuto assistente patologo all'università di Ginevra, svolse questo incarico sino al 1905, prima di praticare a Genova, Londra e sulle navi britanniche.
Dal 1907 al 1910 fu inviato in Uganda come membro di una commissione incaricata di studiare la malattia del sonno: a causa del suo viaggio in Africa iniziò a collaborare con il museo di storia naturale di Genova, al quale inviava reperti entomologici, e con il museo regionale di scienze naturali di Torino.
Ammalatosi fu trasportato ad Entebbe, ove si riprese. In Africa studiò, oltre la malattia del sonno, la lebbra.
Nel 1910, dopo aver soggiornato a Mosca, iniziò a lavorare per la "London School of Tropical Medicine" e poi al "Lister Institute of Preventive Medicine".
Nel 1913 fu a Riga e nel biennio 1913-1914 fu batteriologo in Sudafrica, a Robben Island.
Allo scoppio della prima guerra mondiale divenne chirurgo volontario nella Croce Rossa, dapprima a Cannes e poi, nel 1916, a Vizzavona, in Corsica. Nel frattempo, nel 1915, ottenne la cittadinanza britannica, divenendo conosciuto come Henry Peter Bayon.
Dopo la guerra fu patologo presso il "British war Hospital" di Nepsbury ed il "Molteno Animal Institute". Negli ultimi anni della sua vita si dedicò allo studio delle malattie aviarie. Nel 1933 ottenne la laurea in filosofia.
Bayon si distinse come ricercatore nella storia della medicina, pubblicando numerosi articoli e libri.
A Bayon risultano dedicate alcune specie di rettili ed anfibi, tra cui il Hyperolius viridiflavus bayoni, ed il Funisciurus bayonii, uno scoiattolo africano.

## Pubblicazioni
- Epithelial Proliferation Induced by the Injection of Gasworks Tar., 1912
- Diseases of Poultry: their prevention and treatment, etc, 1933
- The authorship of Carlo Ruini's "Anatomia del cavallo", 1935
- William Gilbert (1544-1603), Robert Fludd (1574-1637), and William Harvey (1578-1657): As medical exponents of Baconian doctrines, 1938
- William Harvey, Physician and Biologist: his Precursors, Opponents and Successors. With plates, including portraits, 1938
- Ancient Pregnancy Tests in the Light of Contemporary Knowledge. Extracted from the Proceedings of the Royal Society of Medicine, 1939
- Miguel Serveto alias Villeneuve (1511-1553), 1939
- Paracelsus; Personality, Doctrines and His Alleged Influence in the Reform of Medicine, 1941[3]
- The Masonic Order of the Secret Monitor, 1950
- The lifework of William Harvey and modern medical progress, 1951
- The masters of Salerno and the origins of professional medical practice, 1953[4]
- William Harvey (1578-1657): His Application of Biological Experiment, Clinical Observation, and Comparative Anatomy to the Problems of Generation, 1957